# Marte Mjøs Persen
Marte Mjøs Persen   (Bergen, 24 d'abril de 1975) és un política noruega del Partit Laborista, que des del 2015 és l'alcaldessa del municipi de Bergen.
Des del 31 d'octubre de 2011, dirigeix el comitè social i de salut a l'ajuntament de la ciutat. Mjøs Persen va ser també líder del Partit Laborista a Bergen fins al febrer de 2015.
Mjøs Persen ha estudiat literatura i sociologia a la Universitat de Bergen, i té una llicenciatura en Estudis Culturals i Ciències Socials. Ha treballat com a secretària a l'ASN i ha estat secretària del Comtat a l'organització Nei til EU. Des del 2011 que és política a temps complet per al Partit Laborista a l'Ajuntament de Bergen.
Mjøs Persen va ser cap adjunt de l'Aliança Electoral Roja del 2003 al 2007 i va representar el partit a l'Ajuntament de Bergen durant el mateix període. A partir de 2007 va ser suplent del partit i va renunciar a l'Aliança Electoral Roja pocs mesos després.